# Lahnerkopf (Allgäuer Alpen)
Der Lahnerkopf ist ein 2.122 Meter (nach deutscher Vermessung: 2121 m) hoher Berg in den Allgäuer Alpen. Er liegt im Rauhhornzug zwischen dem Kastenkopf und der Schänzlespitze. Am Lahnerkopf zweigt nach Nordwesten der Bergkamm ab, der zum Älpelekopf zieht und der den Kessel mit dem Schrecksee südwestlich begrenzt.
Auf den Lahnerkopf führt kein markierter Weg. Er kann vom Jubiläumsweg unschwierig erreicht werden.

## Bilder

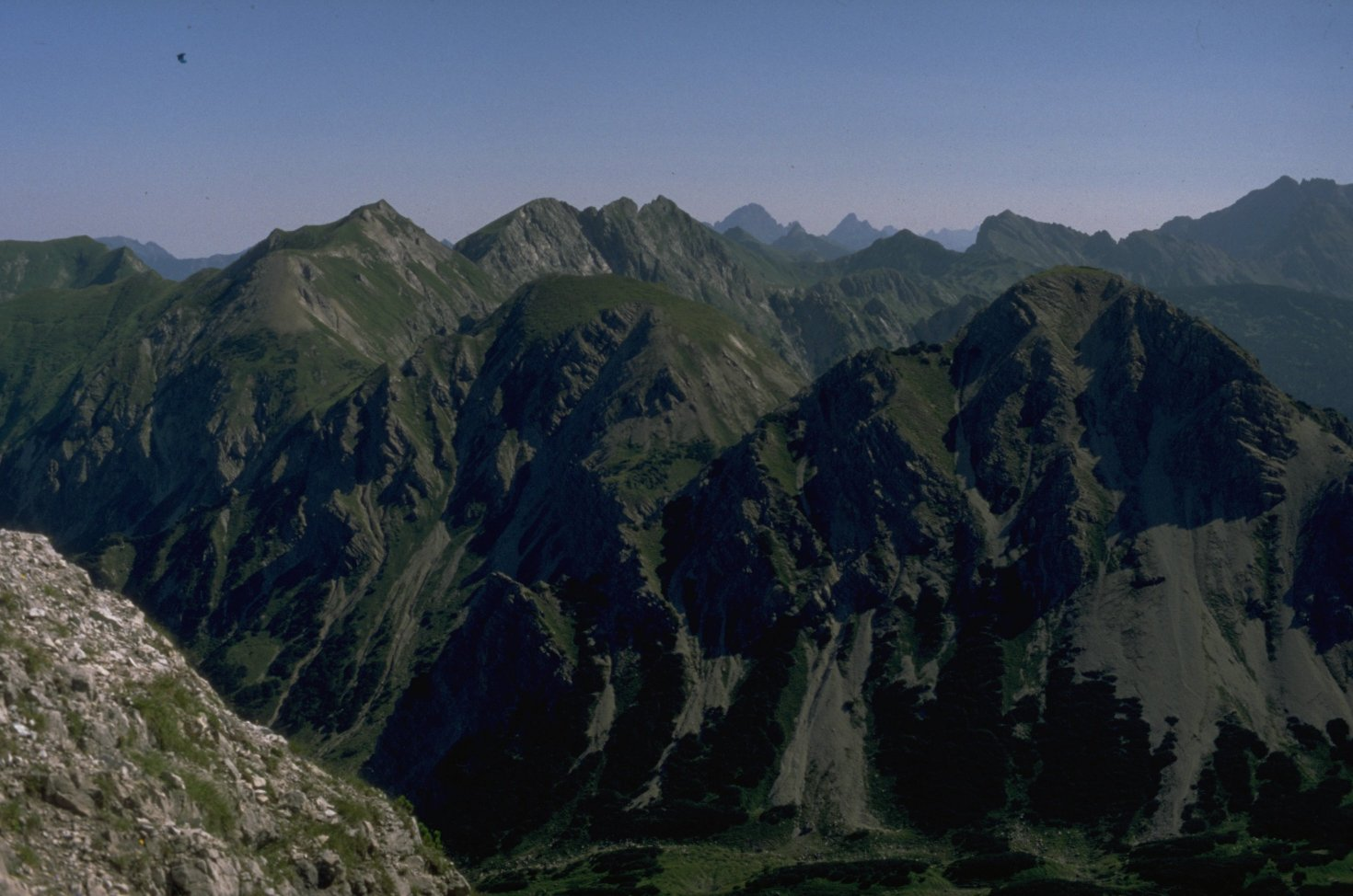
Schänzlekopf (rechter Gipfel im Bergzug im Vordergrund) von den Sattelköpfen. Links davon die Schänzlespitze. Darüber der Kastenkopf, links davon der Lahnerkopf.
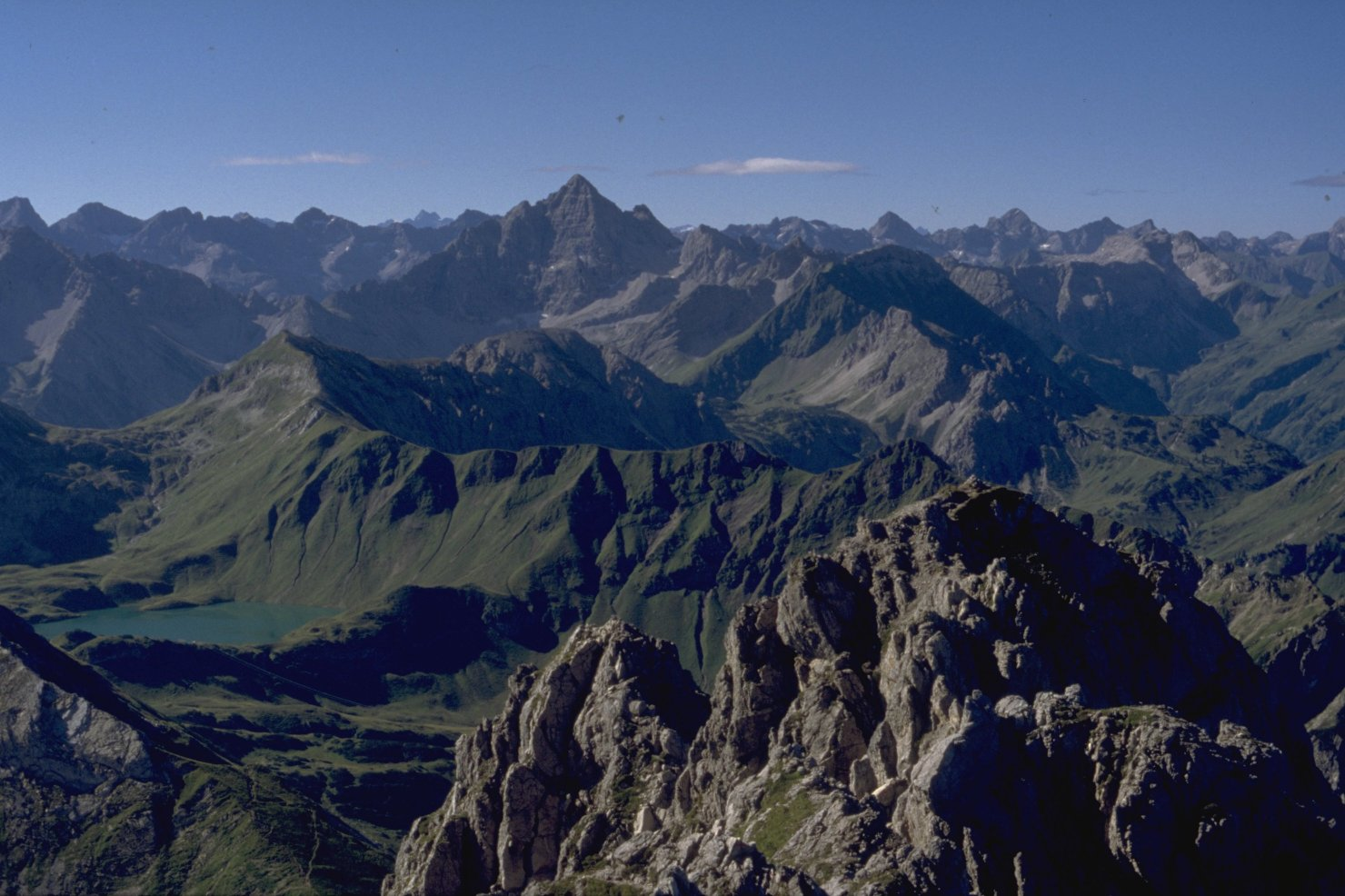
Lahnerkopf (der teilweise grasige Gipfel über dem Schrecksee) vom Rauhhorn. Der höchste Felsberg etwa in Bildmitte ist der Hochvogel. Über den Felsköpfen im Vordergrund sieht man gerade noch den Älpelekopf. Darüber der breit geschwungene Gipfel des Glasfelderkopfes.